# Gelliodes nossibea
Gelliodes nossibea är en svampdjursart som beskrevs av Claude Lévi 1956. Gelliodes nossibea ingår i släktet Gelliodes och familjen Niphatidae. Inga underarter finns listade i Catalogue of Life.